# Чипровско въстание
Чипровското въстание от 1688 г. е въстание за освобождаване на българските земи от османското владичество по време на Голямата турска война.
Началото на въстанието е през пролетта на 1688 година, когато от Чипровци към Поморавието тръгват две чети в помощ на хабсбургските войски, но предпоставките за него са в развитието на политическата обстановка в региона дълго преди това. Негов център е град Чипровци и съседните села Железна, Копиловци и Клисура, но то засяга множество села в Берковско, Кутловишко и Ломско, в по-малка степен Видинско, Белоградчишко, Пиротско и други области.
Чипровското въстание е организирано от български католици на територията на днешна Северозападна България, като според съвременната българска историография в редиците на въстаници влизат много православни християни. В същото време, според католическия историк от XVIII век Блазиус Клайнер, православните участват активно в потушаването на въстанието, защото предпочитат „турския султан пред католическия император“.
Въстанието има неуспешен край и при потушаването му центърът на въстаническите действия Чипровци е унищожен. Една от може би най-значимите последици от въстанието е голямата бежанска вълна от българи, които се заселват на компактни групи в различни области и места във и извън пределите на страната. Това са станалите известни по-късно като банатски българи, населяващи областта Банат, както и други малцинствени групи българи.

## Чипровци под османска власт
При завладяването на България турците оставят редица области и населени места извън османската административна система. Обикновено това са стратегически важни области, които от практически съображение са оставени под управлението на старата, наследена от Втората българска държава администрация. Като пример може да се споменат т.нар. войнишки селища, охраняващи планинските проходи, както и важни металодобивни райони, като този около Чипровските мини. Въпреки не съвсем изяснените въпроси около статута на населените след османското нашествие, се смята, че християнската аристокрация запазва до голяма степен властта си в Чипровци. От дубровнишки източници е известно името на рода Соймировичи, чиито представители живеели там. Според тези източници до края на 14 век родът е пълновластен владетел в Чипровско. След османското нашествие родът или поне част от него се преместват в Дубровник, където се вливат в местната аристокрация (и вероятно приемат католицизма), без да забравят старите си родови имения. Известни са също родовете Пеячевичи, Парчевичи, Черкичи, Марканичи и Кнежевичи. В следващия век Чипровци става хас (постоянно владение) на султанското семейство, а по-късно собственост на валиде ханъм (султанската майка). Правата на християнското самоуправление, вероятно базирано на родовата аристокрация от времето на Втората българска държава и адаптирани към османската военно-феодална система, се свиват през 16 ти и 17 век.

## Католиците в Северозападна България
Първите прояви на католицизъм в района се асоциират със заселването на саксонските рудари през 13—15 век. Трудно е да се каже какво религиозно влияние са имали те върху местното население, но не е изключено поради привилегиите, които католиците като търговци са имали в Българското царство, част от местния елит да е приел католицизма. Други вероятни фактори са католическата пропаганда, близостта и честите нахлувания на унгарците. Католицизмът в Чипровско обаче никога не се превръща в трайна институция и не успява да създаде собствена идентичност на изповядващите го. По начин на живот католиците не се отличавали от православните, свещениците се женели, не спазвали католическите обреди и си спечелили доста упреци от папските представители.
През 1396 г. императорът на Свещената Римска империя Сигизмунд Люксембургски предприема кръстоносен поход срещу османските турци. Стремежът му е към възстановяване на Българското царство в пълните му граници, в църковно отношение – уния с Рим и евентуално преминаване българските земи към католицизъм. Походът не успява, но северозападната българска аристокрация остава със силни прозападни настроения, за разлика от аристокрацията в почти всички останали български земи, силно повлияна от пропагандата на цариградската патриаршия и настроена крайно отрицателно към католическия Запад.
Около средата на 17 век сред старата Чипровска аристокрация постепенно се оформя идеята католическата вяра да бъде използвана като среда, чрез която българската национална идея да бъде легализирана както на българска територия, така и пред католическия запад и да бъде превърната в национална институция, на която да бъде базирана възстановената българска държава. Така освен на Чипровското въстание, техните идеи представляват и началото на българското национално Възраждане. 

## Подготовка
Към тези фактори в средата на 17 век се добавят и други исторически събития. Процъфтяващата османска империя получава съкрушителни удари (поражението при Виена през 1683 г.). Огромните разходи около неуспешните военни кампании карат османските султани да прибягнат към налагане на непосилни данъци и отнемане на част от привилегиите на някои категории християни. Австрия и влашките княжества също имат аспирации към северозападните османски територии. 
През 1630 – 1645 г. епископ Петър Парчевич, високообразован български католически духовник и дипломат, провежда широка дипломатическа кампания сред християнските владетели в централна Европа. Заедно с епископ Петър Богдан и Франческо Соймирович те посещават австрийския монарх Фердинанд III (1637 – 1657) и полско-литовския крал Сигизмунд III (Зигмунт III Ваза, 1587 – 1632) и наследника му Владислав IV (1632 – 1648), както и влашкият войвода Матей Басараб (1632 – 1654).
Около 1647 г. османците се изтеглят почти напълно от северозападна България във връзка с войната с Генуа за о-в Крит, а Матей Басараб изпраща пратеници и обещава 20 000 войска в подкрепа на въстанието. В решителния момент обаче Сигизмунд III умира (20 май 1648) и въстанието е отменено.
След неуспеха на кампанията, епископ Петър Парчевич заминава за Венеция заедно с чипровския управител Франческо Марканич, а след това при новия полски крал Ян Казимир (1648 – 1668), както и в австрийския кралски двор, но и на трите места получава отказ. Епископ Парчевич се среща и с папа Инокентий Х, а след 1651 посещава Германия, Унгария, Трансилвания и Влашко. Неуспехът на тези мисии и нежеланието на Австрия и Полша да оглавят антиосманската коалиция обаче осуетили избухването му и в този момент.
През 1671 избухва полско-турската война, което активизира дейността на епископ Парчевич и епископ Петър Богдан. Коалиция срещу турците обаче отново не се образува. Епископ Петър Парчевич умира в Рим на 23 юли 1674. През септември същата година умира и епископ Петър Богдан.
На 12 септември 1683 г. полският крал Ян Собиески (1674 – 1696) нанася край Виена съкрушителен удар на османците, които никога повече не се завръщат в централна Европа. През пролетта на 1684 г. Австрия и Полша сключват съюз срещу османците, в който се включва и Венеция. През 1686 в него се включва и Русия, а коалицията този път сама търси помощта на българските католици.

## Военни действия
Още през февруари 1688 година архиепископ Стефан Кнежевич пише, че в Чипровци са готови за въстание и само изчакват напредването на хабсбургската армия. През пролетта две въстанически чети под ръководството на Георги Пеячевич и Богдан Маринов тръгват от града към Поморавието и след отделни сблъсъци с османски части достигат намиращите се под хабсбургски контрол Бачка и Банат, поставяйки се на разположение на хабсбургското командване. През юни и юли те се включват в бойните действия, включително в превземането на важната крепост Оршова, като четата на Пеячевич е преобразувана в конна дружина.
По предварителния план от католическите села около Чипровци се събрали 8 чети със състав около 800 бойци, което е дори свръх силите на население от 6560 души. Необходимостта от разширяване на въстанието е изисквала от там да се настъпва на изток и север, за да се вдигнат на бунт колкото може повече и по-отдалечени населени места, а по проходите на Стара планина да се организира отбрана срещу изпратени от София турски части. Решаващо за успеха на въстанието е било с настъпление на Запад да се съединят с въстаниците от Поморавието и австрийците. Започнало изграждане на укрепления за защита на въстаналите селища и складиране на храни и фураж за войската и населението.
През август Стефан Кнежевич, опасявайки се от ответни действия срещу Чипровци от османска страна, пише до император Леополд I с искане за помощ. В отговор към Чипровци са изпратени 6 полка с артилерия, командвани от генерал Донат Йохан Хайслер фон Хайтерсхайм, а в авангарда на подразделението са конните дружини на Пеячевич и Ласло Чаки и четата на Маринов. С приближаването към редовната армия се присъединяват по четири чети от Чипровци и Копиловци, а впоследствие и още доброволци, като броят им се оценява на около 20 хиляди.
Пеячевич приел за изпълнение настъпателна стратегия и незабавно повел войската си към близката Кутловица (днес град Монтана). Щурмът бил кратък, яростен и безпощаден. Всичките унижения, мъки и обиди, които натрупали въстаниците от робията, излели в първата си битка. В релация от 22 октомври до Конгрегацията за разпространение на вярата, писана дни след разгрома, архиепископ Стефан Кнежевич – свидетел на събитията – е написал, че при превземането на голямото предимно турско село Кутловица, турците там са били изтребени. Повторил се е случаят с избиването на пленения турски гарнизон на Оршова, където също е командвал Геогри Пеячевич. Жестоката разправа в Кутловица е имала и чисто военната цел, да предотврати появата на башибозуци непосредствено в тила на въстаниците, изтеглили се след победата при Кутловица на 15 км. на северозапад, по пътя за Видин, където направили лагер в местността Жеравица. Там останали в очакване на вести и разпореждания от австрийския щаб. 
Във Видин въстание на българите не било вдигнато. Гарнизонът от турци и унгарски протестанти под командването на граф Текели е бил твърде силен и такъв опит би бил предварително обречен на неуспех. Непримиримите с игото българи от Видин потайно сформирали свой отряд под командването на капитан Хорват. Този отряд се е срещнал и съединил с отряда, воден от Пеячевич, и го е осведомил, че австрийците са се отказали от плана си да превземат Видин.
Половината въстаниците от Чипровско са останали на лагер в местността Жеравица. Неголям отряд бил отделен за заслон над Чипровци. След бързата победа в Кутловица и липсата на непосредствена заплаха, в лагера царяло затишие, на което не било съдено да продължи дълго. Турските власти вече били взели сериозни мерки за потушаване на бунта. Софийският бейлербей изпратил към Чипровци елитна част от 3000 специално обучени войници. 
Докато отрядът на Пеячевич с изтощително висок темп на движението се завръщал от прекратения видински рейд, таборите от София достигнали на 18 октомври до местността Жеравица и нападнали въстаниците. Слабата укрепеност и намалената бдителност в лагера им дали предимство. Въстаниците трябвало да отстъпят. Заели за отбрана в намиращото се на север село (сега несъществуващо) и с това намалили предимствата на численото превъзходство и високата боеспособност на противника. Така успели да спрат първоначално атаката. След още няколко отблъснати пристъпа редовете им започнали сериозно да оредяват и заради дадените жертви и заради разбягалите се попълнения от полските села. Въстаническите войски са разбити от османски войски и маджарските им съюзници, предвождани от граф Имре Тьокьоли.
Противникът оставил достатъчно войници да довършат съпротивляващите се и с останалите по преки пътища тръгнал към Чипровци. В долината на село Челюстница турската колона и унгарските протестанти, предвождани от граф Имре Тьокьоли, срещнали челно чета на кавалерията на Пеячевич, спускаща се по долината на Огоста. Сблъсъкът бил страшен. Нямало време за построяване в бойни редове, нито за повече от един изстрел с мускетите. Нямало много място и за маневриране по бойното поле. Въстаниците изтласкали обратно през планината турските части и навреме стигнали до своите братя край Жеравица, които със сетни сили бранели позициите си.
Георги Пеячевич, Богдан Маринов и другите легендарни осем войводи знаели добре, че без външна помощ, българите не могат да победят поробителите си. Изоставени от австрийците, те имали единствен разумен възможен ход - да задържат турското настъпление към Чипровско колкото може по-дълго и през това време семействата им да напуснат селищата по планинските пътища и да потърсят спасение някъде далеч. Чипровци е превзет след героична отбрана и напълно разрушен, заедно с околните села Копиловци, Железна и Клисура.
Около 100 души са избити, а между 800 и 2000 са отвлечени в робство, като 2-3 хиляди души успяват да избягат. Повечето от заробените са откупени от роднините си и от пловдивски католици, през чиито села минавали робските кервани, и все пак стотици никога повече не видели семействата си и родната земя. Според местни предания, католическата църква откупува от турците неголяма група жени и деца, която заселва в село Секирово, днешен град Раковски. От фамилията на войводите Станиславови били отведени в робство 8 души и само трима успели да откупят.
В следващите месеци съпротивата продължава, като постепенно остатъците от въстаническата армия се превръщат в хайдушки чети. В това време австрийски части зад Балкана бездействат, а австрийците превземат Видин чак през есента на 1689 г.

## Последствия
Въстанието и потушаването му предизвиква масивна вълна от преселение от цяла Северозападна България, предимно на запад и на север, към области, доминирани от християни. Два са били основните маршрути на бежанците, съпровождани от четите, по които успели да се спасят от османските потери без повече жертви. Първият, през Стара планина на запад до Славония, изминали 600-те от дружината на Георги Пеячевич с още по-голям брой жени и деца. Може да се предположи, че са били общо около 1200-1800 души. Вторият, на север, през река Дунав във Влашко, начело с архиепископ Стефан Кнежевич и копиловчаните братя Никола и Гюра Качамага, изминали по отчета на архиепископ Кнежевич 3000 души. Днес българско малцинство има в областта Банат, като освен на чипровчани, те са наследници и на никополски и свищовски павликяни, преселили се там в края на XVII век. 
Много от преминалите във Влашко бежанци се придвижват заедно с военизираните чети към южна Унгария и се установяват около Нови Сад, Петроварадин и Осиек, където дълго време живеят представители на видните фамилии Пеячевичи, Черкини и Парчевичи. Други български части са включени в гарнизоните в района на Карансебеш. След края на войната, през 1699 година, този град остава на османска територия и българите се преселват оттатък Муреш, в няколко села източно от Арад, но се връщат в Карансебеш след завладяването му от Хабсбургите през 1718 година.
Друга група бежанци заминават на север, заедно с вълната сърби от Голямото сръбско преселение, и стигат до района на Буда. Тук те създават отделен свой квартал на град Сентендре и издигат своя църква с патрон „Свети Никола“, известна като „Кипровачката“. Градчето в днешно време е архитектурен резерват заради бароковите сгради и някогашният крайбрежен български квартал е един от най-благоустроените.
Останалите във Влашко бежанци се заселват в различни градове на Олтения, където още в предходните десетилетия има чипровски колонии, като най-устойчиви общности създават в Крайова, Римник и Брадичени. Несигурното положение във Влашко, подлагано на набези от татарски банди, кара част от бежанците да търсят убежище в Трансилвания, но там се сблъскват с неодобрението на местните протестанти.
Стотици други на по-малки групи се спасили в Златарица, където ги приютили познати от времето на плавене на злато, в Еленско и Котленско, в Пловдивско – основали днешният квартал Миромир на град Хисаря, в Пиротско, в Трънско, където и до днес наричат разходката „шпацир“, в Кюстендилско, в царибродските села Голямо и Мало Малово и Раяновци, в Ломско, в Берковско.
Село Клисура никога не било възстановено и останало да блуждае из преданията като дух на жертва за българската свобода. Според предания, неговите жители са останали в местността, където са се крили след въстанието и днешните жители на село Равна би трябвало да са потомци на онези от легендарното вече село Клисура. Единадесет години след събитията, в останалите селища няма „нито един човек“.
Чипровското въстание слага край на статута на Северозападна България като буферна зона между Османската империя и хабсбургските територии. Сложен е край на католическото влияние в района. Седалището на Софийската католическа епархия е преместено от Чипровци в Пловдивско. Значението на Чипровци като културно и икономическо средище силно намалява.

## Памет
На Чипровското въстание е наречена улица в квартал „Надежда I“ в София (Карта).